# Odise Roshi
Odise Roshi (* 22. Mai 1991 in Fier) ist ein albanischer Fußballspieler, der zuletzt bei Sakaryaspor unter Vertrag stand. Seine bevorzugte Position ist das offensive Mittelfeld.

## Karriere

### Beginn in Albanien
Roshi begann seine Karriere bei Apollonia Fier. Nach seinem Wechsel zum KS Flamurtari Vlora gewann er mit dem Verein am 6. Mai 2009 den Kupa e Shqipërisë, den nationalen Landespokal und wurde 2011 Zweiter der Meisterschaft.

### 1. FC Köln
Zur Saison 2011/12 wechselte Roshi zum 1. FC Köln. Er unterschrieb bei den Geißböcken einen bis zum 30. Juni 2015 gültigen Vertrag. Am 6. August 2011 kam er zu seinem ersten Bundesligaeinsatz, als er beim Heimspiel gegen den VfL Wolfsburg für Kevin Pezzoni eingewechselt wurde. Sein erstes Tor schoss er am 5. Februar 2012 beim Spiel gegen den 1. FC Kaiserslautern.

### FSV Frankfurt
In der Vorbereitung auf die Saison 2012/13 wurde Roshi von Trainer Holger Stanislawski aus dem Profikader aussortiert und in die zweite Mannschaft versetzt. Anfang August 2012 wurde er dann für ein Jahr an den Ligakonkurrenten FSV Frankfurt ausgeliehen. Zur Saison 2013/14 wurde Roshi fest verpflichtet. Er unterschrieb einen Vertrag bis zum 30. Juni 2015. Dieser Vertrag wurde nicht verlängert und Roshi verließ den FSV nach drei Jahren.

### HNK Rijeka
Im Sommer 2015 wechselte Roshi nach Kroatien zu HNK Rijeka. Hier spielte er anderthalb Jahre, absolvierte 21 Partien und schoss dabei ein Tor. Durch einen Einsatz in der Hinrunde der Saison 2016/17 war er Teil der Meistermannschaft, die am Ende den nationalen Titel feiern konnte.

### Akhmat Grosny
Dann folgte 2016 der Wechsel zum russischen Erstligisten Terek Grosny.

### Diósgyőri VTK
Am 16. Februar 2021 wurde Roshi zum ungarischen Erstligisten Diósgyőri VTK ausgeliehen bis zum Ende der Saison.

### Boluspor
Nach 5 Jahren verließ Roshi zum Ende der Saison Achmat Grosny und schloss sich dem türkischen Zweitligisten Boluspor an.

### Sakaryaspor
Nach nur einem Jahr wechselte Roshi innerhalb der Liga zum Aufsteiger Sakaryaspor.

## Nationalmannschaft
Roshi spielte fünfmal für die U-17- und zehnmal für die albanische U-21 Nationalmannschaft. Für die U-21-Nationalmannschaft konnte er sieben Treffer erzielen.
Am 7. Oktober 2011 debütierte er in der A-Nationalmannschaft bei der 0:3-Niederlage im EM-Qualifikationsspiel in Paris gegen Frankreich. Seinen ersten Länderspieltreffer markierte er beim EM-Qualifikationsspiel am 16. Oktober 2012 in Tirana beim 1:0-Erfolg gegen Slowenien.
Bei der Fußball-Europameisterschaft 2016 in Frankreich wurde er in das albanische Aufgebot aufgenommen. Im Auftaktspiel gegen die Schweiz stand er in der Anfangself. Gegen Frankreich und Rumänien kam er jeweils als Einwechselspieler zum Einsatz. Obwohl in der letzten Partie ein Sieg gelang, schied das Team als einer der beiden schlechtesten Gruppendritten aus.

## Erfolge
- Kroatischer Meister: 2017